# Финска суђења одговорнима за рат
Финска суђења одговорнима за рат (фин. Sotasyyllisyysoikeudenkäynti) је било суђење финским званичницима за време Другог светског рата, одговорним за започињање или наставак агресивног рата против СССР-а током Настављеног рата 1941—1944. године. 

## Позадина суђења
Московско примирје садржало је следећи члан:
| Члан 13.: Финска ће сарађивати са Савезничким силама у хапшењу у суђењу оптуженима за ратне злочине. |

Финци су сматрали да ће суђења бити спроведена за традиционално предвиђене ратне злочине. Међутим, како је то показала Московска декларација од 30. октобра 1943. године, Савезници су планирали да спроведу поступке и за друга дела. 
На преговорима између Комунистичке партије Финске и Андреја Жданова, председника Савезничке контролне комисије, поставило се питање уклањања са положаја Ваино Танера, председника Социјалдемократске партије. У својим личним забелешкама Жданов је записао: „Ако се Танер уклони, Социјалдемократска партија ће се распасти..." што би ефективно омогућило комунистичку контролу левице. 
Савезничка контролна комисија и Комунистичка партија Финске инсистирале су на суђењима током пролећа и лета 1945. године. После Лондонског споразума и дефинисања злочина у њему, постало је јасно да није могуће да Финска остане једина земља која се борила на немачкој страни чијим лидерима неће бити суђено. Парламент Финске је 11. септембра изгласао закон којим је омогућено суђење одговорнима за рат. Врховни суд Финске и водећи правни експерти протестовали су услед конфликта овог закона и устава Финске, али нису говорили о његовој политичкој оправданости. Финска јавност сматрала га је ругањем владавини права. Јухо Кусти Паасикиви, премијер Финске у то време изјавио је да су услови примирја у вези са овим питањем противни свим законима. 
Неколико дана касније одсек за ратне злочине британског Форин офиса издао је саопштење да британска влада не би желела да спроводи поступак против финског политичког вођства за злочине против мира. 

## Суђење
Међутим, за разлику од других држава које су оглашене кривима, Финској је дозвољено да суђења буду у Финској по финским законима који би се примењивали ретроактивно и са финским судијама. Право је било тако конципирано да су суђења била могућа против политичара и финског амбасадора за време рата у Берлину, Тоиво Микаел Кивимакија. 
Суђење је почело 15. новембра. Савезничка контролна комисија која је имала праву власт над Финском поставила је комитет који је надгледао суђење. Комитет је интервенисао већи број пута до окончања суђења у фебруару 1946. 
Често се спекулише да је Јосиф Стаљин лично спречио да фински маршал и будући председник Карл Густав Емил Манерхајм буде оптужен на суђењима. 
Комплетан списак оптужених и њихових пресуда:
- Ристо Рујти, председник, 10 година тешког рада
- Јохан Вилхелм Рангел, премијер, 6 година затвора
- Едвин Линкомиес, премијер, пет и по година затвора
- Ваино Танер, министар, пет и по година затвора
- Хенрик Ремси, министар, две и по године затвора
- Анти Куконен, министар, две године затвора
- Туко Реиника, министар, две године затвора
- Тоиво Микаел Кивимаки, амбасадор, 5 година затвора

## Реакције на суђење
Многи Финци виде ово суђење као монтирани процес, изведен у циљу тога да СССР компромитује финске званичнике из времена рата, и као екс пост факто право које је било противно финском уставу. 
Јавност је додатно била огорчена тиме што совјетско вођство, одговорно за Зимски рат, није уопште било оптужено, што је читавом суђењу давало призвук победничке правде. 
Пресуда Ваино Танеру није уништила социјалдемократе, већ напротив, учинила га је мучеником и појачала антикомунистички став у партији. Симпатизери комуниста избачени су из партије а око контроле синдиката повела се велика борба. 
Чак се и Паасикиви жалио свом саветнику да су ове пресуде један од највећих препрека за побољшање односа између Финске и Совјетског Савеза.

## Даљи догађаји
После Париског мира који је у СССР-у ратификован 29. августа 1947. године, Савезничка контролна комисија је напустила Финску 26. септембра 1947. године. Председник Паасикиви пустио је на условну слободу Куконена и Реинику у октобру и Ремсија у децембру пошто су одслужили пет шестина казне. Осталима је одобрен условни отпуст у складу са финским законодавством пошто су одслужили половину казне. Паасикиви је помиловао Рујтија 19. маја 1949. године, који је био у болници услед лошег здравља, а такође и Рангела, Танера, Линкомиеса и Кивимакија који су још били на условном отпусту. Тог дана, Паасивики је уписао у свој дневник: "(То је било)... најплеменитије дело у којем сам учествовао у протеклих пет година."